# Gustave Wappers

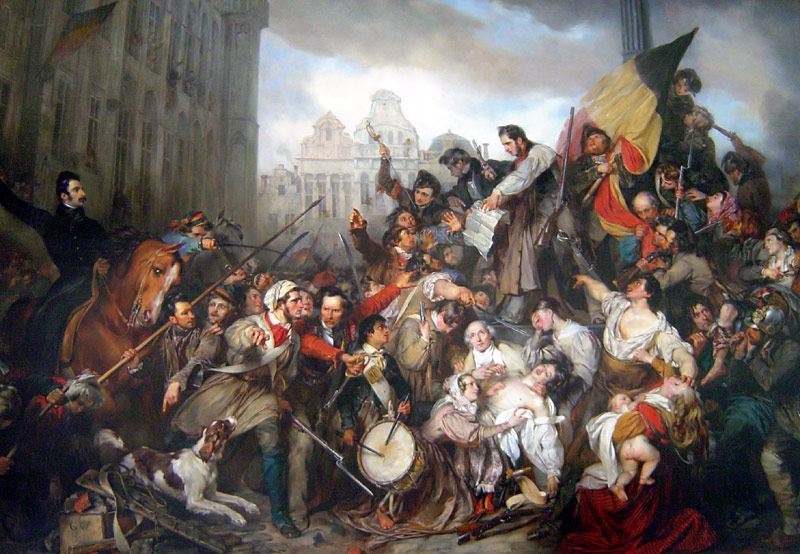
Episod ur belgiska revolutionen 1830, utförd 1834.

Egide Charles Gustave Wappers, född 23 augusti 1803 i Antwerpen, död 6 december 1874 i Paris, var en belgisk konstnär och baron.
Wappers studerade vid kungliga konstakademien i Antwerpen och flyttade 1826 till Paris där den romantiska rörelsen var på modet och personer ur konstnärliga och politiska kretsar möttes. Wappers blev den förste belgiske konstnären att följa detta mode och gjorde succé vid Brysselsalongen 1830 (samma år som det belgiska upproret) med sin första utställda målning som porträtterade Leidens borgmästare i en hjälteroll i samband med stadens belägring av spanjorerna. 
Wappers bjöds in till kungliga hovet i Bryssel och fick flera uppdrag att måla offentlig konst. År 1832 utsågs han till konstprofessor av staden Antwerpen. Hans mest kända verk, Episod ur belgiska revolutionen 1830, ställdes ut på Antwerpensalongen 1834 och gjorde stor succé. Målningen finns idag i centralhallen på Kungliga konstmuseet i Bryssel.
Han utsågs till Leopold I:s hovmålare och när Mathieu-Ignace van Brée avled 1839 blev Wappers chef för Konstakademien i Antwerpen. En av hans elever var Ford Madox Brown.
Efter att ha gått i pension från Konstakademien bosatte han sig 1853 i Paris, där han dog.